# Lac Utopia
Pour les articles homonymes, voir Baker.
Le lac Utopia est un lac situé dans le comté de Charlotte, au sud-ouest du Nouveau-Brunswick (Canada). Son émissaire est le chenal The Canal, qui se déverse à l'ouest dans la rivière Magaguadavic.

## Légende
Le lac est l'objet d'une légende très ancienne, datant de l'époque malécite. Selon la légende, le lac abriterait une créature lacustre nommée Vieux Ned (Old Ned en anglais), dont la longueur serait comprise entre 12 et 15 mètres et qui aurait été observée à plusieurs reprises, surtout près de l'île Cannonball.

## Granite
Le médaillon du lac Utopia, découvert en 1862, a vraisemblablement été taillé en granite durant l'expédition de Pierre Dugua de Mons en 1604 et représenterait le portrait d'un chef amérindien allié de l'explorateur; le médaillon est exposé au Musée du Nouveau-Brunswick. L'exploitation industrielle du granite commence en 1872, lorsque l'artiste new-yorkais Charles Ward fonde la The Bay of Fundy Red Granite Company. La roche, extraite sur les berges du lac et les environs, est transformée à Saint-George, qui compte six usines destinées à cette activité en 1890. Les entreprises de la région doivent toutefois faire face à la compétition européenne et la dernière carrière ferme ses portes en 1953. Le granite extrait sur place est typiquement rouge vif mais il en existe d'autres teintes. Il était reconnu pour sa qualité supérieure et fut utilisé pour la construction de nombreux monuments et de certains bâtiments.